# Rock cristão no Brasil
O Rock cristão no Brasil é um conjunto de manifestações artísticas e culturais do rock, restritamente à perspectiva cristã dentro do Brasil. Sendo, especialmente uma vertente do rock definida pelo seu conteúdo letrístico ao invés da sonoridade, o rock cristão, como um todo une várias sonoridades e estilos, como o progressivo, experimental, punk, dentre outros. No Brasil, ao qual existe a rotulação de gênero específica para músicas religiosas, com destaque ao protestantismo, tal característica é acentuada. O metal cristão, também conhecido como white metal teve seus primeiros registros no país durante a década de 90.
As primeiras obras e bandas do rock cristão no Brasil são ainda na década de 70. Com o preconceito extremo vindo de líderes religiosos e de adeptos, seu crescimento e ascensão foi lento, porém sólido. As primeiras bandas são lembradas por conterem grande influência do rock progressivo britânico. Sua expansão se deu na década de 90, juntamente com o chamado Movimento gospel. A partir dos anos 2000, com a influência do canto congregacional, também conhecido como "worship" (adoração em inglês) e o enfraquecimento da música evangelística, o rock cristão sofreu forte retrocesso, embora alguns fatos se destacaram neste período. O preconceito por pessoas não-cristãs, principalmente admiradores de outras vertentes do rock é de fácil observação.
O Êxodos, Voz da Verdade e Os Cantores de Cristo, além de outras bandas precursoras do rock cristão, encontraram forte resistência ao gênero por parte de religiosos. Embora na década de 70 tenham surgido diversos grupos, vários deles, como a Comunidade S8 e Jovens da Verdade, tinham ligações fortes e diretas à instituições religiosas. Mais tarde, no fim desta mesma década, surgiu o Rebanhão, grupo que expandiu as fronteiras do rock cristão, apresentando-se para públicos heterogêneos, tendo músicas que fugiam da perspectiva religiosa vigente e que chegavam a ser executadas em emissoras de rádio não religiosas.
Ainda na década de 80, as bandas Oficina G3, Katsbarnea, Fruto Sagrado e Catedral, juntamente com outras deram continuidade à expansão do gênero.

## História

### Década de 1960
Pouco se sabe sobre rock cristão nas décadas de 50 e 60 no Brasil, acredita-se que havia músicos cristãos com a proposta musical jovem, mas não chegaram a gravar nenhum disco de rock, não tendo nenhum registro no segmento durante essa época.

### Década de 1970
Uma das bandas que mais alcançou notoriedade no Brasil no rock cristão durante a década de 70 foi a banda Êxodos. O grupo causou polêmica e pressão por parte do público evangélico mais conservador, quando, sem nenhum disco gravado e sem espaço no meio, terminou suas atividades em 1977. Sua canção mais conhecida foi "Galhos Secos". Outro grupo de destaque foi o Embaixadores de Sião, surgido no Recife em 1977, alcançando projeção nacional com estilo influenciado pelo rock progressivo, Rock and Roll e Jovem Guarda.
Em 1978, surge o Voz da Verdade, inicialmente com os três irmãos, Carlos, José Luiz e Elizabeth Moysés.
Conhecidos no ABC Paulista, alcançaram sucesso nacional com a música "Jesus Vive", do primeiro álbum, "Quem é o Caminho?". Causaram estranheza nas igrejas da época, devido o estilo musical e as roupas extravagantes. A banda é considerada como uma das pioneiras, quebrando vários paradigmas e colecionando várias polêmicas. No início de vida do grupo, se explorava muito o rock clássico, rockabilly e o country, hoje, com 40 anos, possuem milhões de discos vendidos, muitas premiações e inúmeros singles. A banda segue com o rock cristão, porém com estilos bem diversificados.
Nos anos 70, a banda Os Cantores de Cristo também obteve grande repercussão ao lançar os discos "Olhando o Infinito" e "Bonança". A sonoridade do grupo tanto impressionou quanto provocou controvérsias em torno dos ritmos e instrumentos que tocavam, os quais não eram bem aceitos pelas igrejas da época.<eref name="entrevista" />
Por conta da aversão da maior parte dos evangélicos em relação ao rock na época, considerando o gênero como "música do diabo", geralmente os músicos e bandas colocavam em seus discos no máximo três canções de rock. Alguns LPs são considerados os primeiros do gênero no Brasil, como o "Saudosa Mamãe" e "Plena Paz" de Triumpho (1972 e 1973), "Recordação" de Antônio Carlos, "Sorria" de Trio Maranata, "Mensagem para Você" de Nicoleti e o disco "Poder infinito" de  Paulo José. O Roberto Carlos começou a cantar rock cristão com a música "Jesus Cristo", um dos maiores sucessos do rei na década de 70.
Muitos destes músicos, além de outros durante a década, não continuaram seu trabalho.

### Década de 1980

Janires Magalhães Manso, fundador do Rebanhão e da Banda Azul.

Mesmo com o fim de várias bandas e da atividades de músicos no rock cristão brasileiro, surgiram muitos outros. A década de 80 é marcada pelos trabalhos de Janires Magalhães Manso, um dos maiores compositores da história da música cristã brasileira. Fundou o Rebanhão, outra banda que teve suas músicas censuradas em grande parte nas igrejas brasileiras. Do Rebanhão surgiram outros músicos relevantes para a música cristã, como Carlinhos Félix.
Após deixar o Rebanhão, Janires foi para Belo Horizonte onde fundou a Banda Azul. Após a gravação do clássico Espelho nos Olhos, o cantor faleceu em um acidente, tendo sido enterrado em Brasília.
No final dessa década surgiram algumas bandas que seriam as mais notáveis da década seguinte, como Oficina G3, Resgate, Fruto Sagrado, Catedral, Rosa de Saron, Novo Som, Raízes, Sinal de Alerta, entre outras.
Em 1988 surgiu também em um porão de uma igreja evangélica árabe a banda Katsbarnea, fundada por quatro pessoas, dentre elas Brother Simion e Paulinho Makuko, que em 1989 lançaram o K7 O Som que Te Faz Girar. A banda ficou conhecida por suas letras de temáticas urbanas e sociais, aliadas a um som experimental.

### Década de 1990

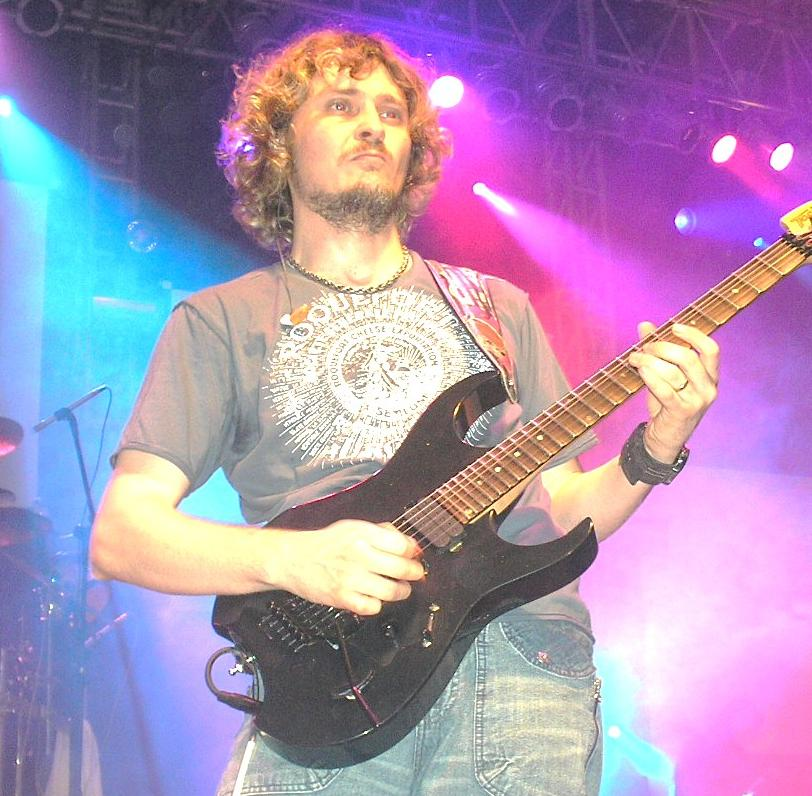
Juninho Afram, líder e fundador da banda Oficina G3.

A década de 90 foi a fase de maior efervescência do rock cristão no Brasil, com o surgimento do movimento gospel. A maior parte dessas bandas faziam parte da gravadora Gospel Records. Algumas bandas também receberam o apoio de Estevam Hernandes, fundador da Igreja Renascer em Cristo, que fazia eventos na segunda-feira em casas de show com a presença de várias bandas cristãs.
Alguns discos que se destacaram nessa época, se destacam Contra Todo Mal da Catedral, On The Rock do Resgate, Armagedom do Katsbarnea, Indiferença do Oficina G3 e O Que A Gente Faz Fala Muito Mais do Que Só Falar, do Fruto Sagrado.
Surgiram também bandas que tiveram grande projeção, como Tempus, Metal Nobre, Stauros, Livre Arbítrio, dentre outras.

### Década de 2000

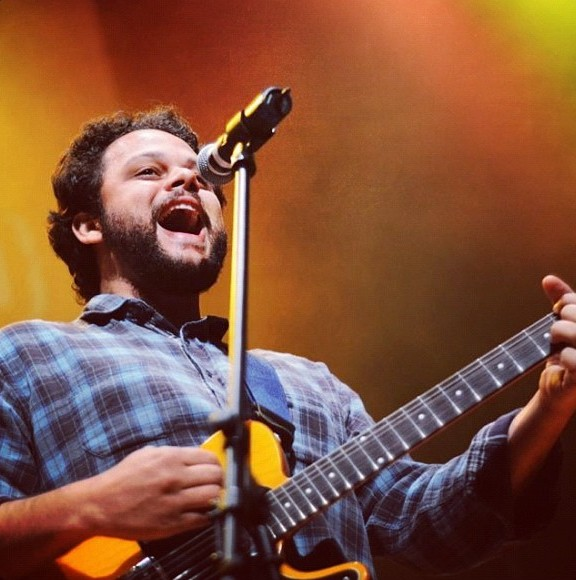
Marcos Almeida, vocalista do Palavrantiga.

A partir dessa década, pouca coisa aconteceu. A entrada do Oficina G3 na MK Music fez com a popularidade desta aumentasse, fazendo-a participar do Rock in Rio 3 (juntamente com Os Nazaritos, além do Catedral, que começou a fazer parte de uma gravadora não-religiosa (assim como o Rebanhão), na década anterior.
Ocorrem várias dissidências nas bandas mais populares, como a saída de PG do Oficina G3 e de Brother Simion do Katsbarnea, entretanto, tais bandas prosseguiram em atividade. Surge também o Militantes. Roberta Di Angellis, ex-integrante do Altos Louvores seguiria em carreira solo experimentando um metal sinfônico com música pentecostal, levando a dois álbuns. Em 2008, uma matéria da revista Rolling Stone traz uma entrevista com alguns músicos de rock cristão. Paulinho Makuko, então vocalista do Katsbarnea declarou: "Isso é careta. O gospel nasceu, começou a crescer e parou porque voltou a ser música da igreja. O gospel mesmo, no Brasil, não existe. Não existe alguém como a Mahalia Jackson".
É na década de 2000 que se dá o início do chamado novo movimento, com a proposta de trazer uma proposta musical de rock feito por cristãos que não fosse, na visão dos músicos, tão engessada ao segmento evangélico como fora com a geração do "rock gospel". A primeira banda a surgir com esta proposta foi a catarinense Aeroilis, que lançou Aeroilis no ano de 2004 com a produção do vocalista e produtor musical Raphael Campos.
Além da Aeroilis, surgiu, logo depois, a banda de rock gaúcho Tanlan. Artistas de propostas e letras mais congregacionais, mas com a influência do britpop, como Heloisa Rosa e Lucas Souza, impulsionaram o rock alternativo em igrejas e ambientes mais religiosos. Foi com o trabalho realizado com Heloisa que surgiu outra banda do novo movimento, o Palavrantiga, que lançou seu primeiro EP no final dos anos 2000. Outro grupo com a mesma filosofia surgido no período foi a Hibernia, que lançou A Vida como Ela Era (2009).

### Década de 2010

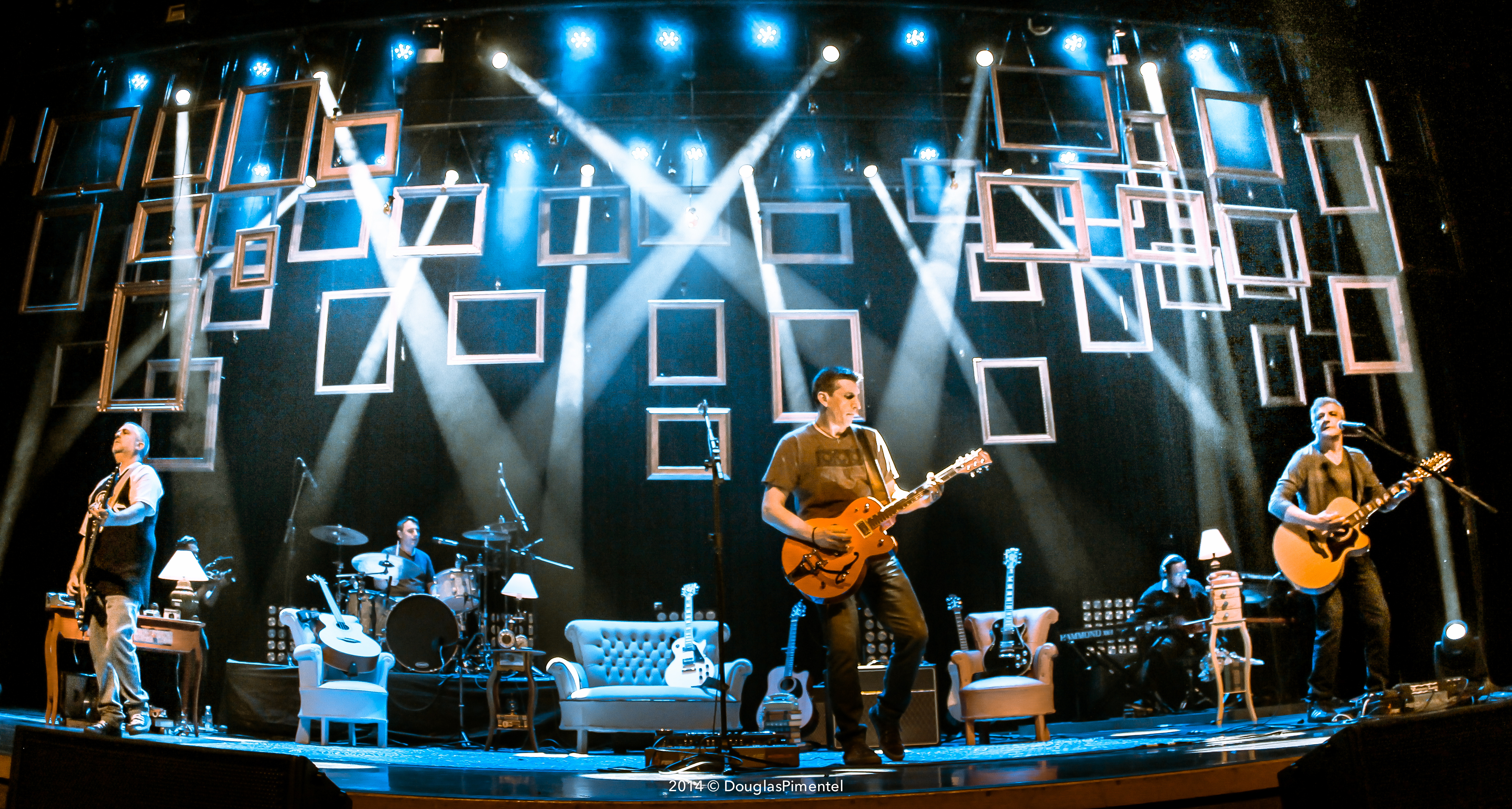
Resgate, durante gravação em 2014.

A década de 2010 trouxe a mudanças estruturais em bandas. A assinatura do Resgate com a gravadora Sony Music Brasil e o consequente lançamento de Ainda não É o Último (2010) e Este Lado para Cima (2012), fez com que a banda alcançasse um patamar de popularidade que não alcançara na década anterior. Outras bandas de sua geração também lançaram discos, como a Oficina G3, que produziu Histórias e Bicicletas (Reflexões, Encontros e Esperança) em Londres; Fruto Sagrado viveu mudanças de formação.
O novo movimento indicou certo status de popularidade com o álbum Esperar é Caminhar (2010), do Palavrantiga, com o lançamento de Nada Mais Além da Aeroilis, disponibilizado gratuitamente na internet e com a assinatura da Tanlan com a Sony Music em 2012, seguido pelo lançamento do disco Um Dia a Mais. No entanto, o movimento indicou fim com o fim das bandas Aeroilis em 2013 e Palavrantiga em 2014, com Marcos Almeida seguindo carreira solo. Enquanto Catedral fez seus últimos shows em 2016,[carece de fontes?] Rebanhão fez seu retorno com o álbum ao vivo 35 (2017). Outros grupos que anunciaram retorno foram Stauros, Banda Azul, Sinal de Alerta[carece de fontes?] e Os Nazaritos.